# Тоузаково (Пензенская область)
Тоузаково — село в Лунинском районе Пензенской области. Входит в состав Сытинского сельсовета.

## География
Село расположено в северной части области на расстоянии примерно в 21 километре по прямой к северо-западу от районного центра Лунино.
Часовой пояс
Село Тоузаково как и вся Пензенская область, находится в часовой зоне МСК (московское время). Смещение применяемого времени относительно UTC составляет +3:00.

## Население
| 1710 | 1717 | 1747 | 1782 | 1864 | 1877 | 1897 |
| ---- | ---- | ---- | ---- | ---- | ---- | ---- |
| 50   | ↗63  | ↗670 | ↗820 | ↘761 | ↘647 | ↘537 |
| 1910 | 1926 | 1930 | 1959 | 1979 | 1989 | 1996 |
| ↘503 | ↗606 | ↗666 | ↘311 | ↘215 | ↘138 | ↘112 |
| 2002 | 2010 |      |      |      |      |      |
| ↘96  | ↘77  |      |      |      |      |      |

Национальный состав
Согласно результатам переписи 2002 года, в национальной структуре населения русские составляли 100 % из 96 чел..